# Їфаюлюді
Їфаюлюді (кит.: 伊伐於慮鞮; д/н — 59) — 3-й шаньюй південних хунну в 56—59 роках.

## Життєпис
Син шаньюя Учжулю. Отримав ім'я Хань. Відомостей про його діяльність обмаль. 56 року після смерті брата — шаньюя Цюфуюді став новим володарем південних хунну під ім'ям Їфаюлюді. 57 року визнаний в своєму статусі ханським урядом.
Зберігав вірність Східній Хань та дотримував миру з північними хунну. Втім у 59 році прийняв князя Хеюйсю з1 тис. вояків, що втік від шаньюя Пуну. Помер Їфаюлюді того ж року. Йому спадкував небіж Хайтун-Шічжухоуді.